# Marilou Aussilloux
Marilou Aussilloux est une actrice française, née le 1er juillet 1994 à Narbonne (Aude).

## Biographie
Originaire de Narbonne, Marilou Aussilloux étudie en classe préparatoire littéraire, puis en faculté de philosophie. Elle arrête ses études et déménage à Paris. Elle y suit des leçons de théâtre au cours Florent puis elle est admise en 2015 au Conservatoire national supérieur d'art dramatique,.

## Carrière
Elle entame sa carrière à l'écran en participant à La Loi de Simon, Dix pour cent... En 2019, elle décroche un premier second rôle dans le film Raoul Taburin de Pierre Godeau puis l'année suivante, elle multiplie ses apparitions au cinéma, dans le film De Gaulle ou le multi-césarisé Adieu les cons d'Albert Dupontel.
À la télévision, elle travaille avec Jean-Xavier de Lestrade dans la série Jeux d'influence diffusée sur Arte, où elle tient un des premiers rôles.
Elle décroche en 2020 le premier rôle dans La Révolution (2020), une série ambitieuse produite par Netflix à la croisée du film d'époque et du fantastique,. Elle interprète également le rôle de Cécile Grégoire dans la série Germinal écrite par Julien Lilti et réalisée par David Hourrègue.
Parallèlement, elle joue au théâtre dans les Jumeaux vénitiens de Goldoni mis en scène par Jean-Louis Benoît, dans Nos solitudes mis en scène par Delphine Hecquet, dans Le Pain dur de Paul Claudel mis en scène par Salomé Broussky, et dans La Maladie de la famille M de Fausto Paravidino mis en scène par Théo Askolovitch.
En 2022, elle travaille avec Cédric Klapisch dans le film à succès En corps, et dans la deuxième saison de la série Arte Jeux d'influence réalisée par Jean-Xavier de Lestrade. 
Elle tient également l'un des premiers rôles dans Sous le tapis, un film de Camille Japy. Elle y joue Clara, aux côtés d'Ariane Ascaride et de Bérénice Béjo.
En 2023, elle tourne dans le film La Pie voleuse réalisé par Robert Guédiguian, et dans Little Jaffna réalisé par Lawrence Valin. Au théâtre, elle joue dans la pièce Zoé (et maintenant les vivants) au Théâtre Ouvert mis en scène par Théo Askolovitch.

## Filmographie
Sauf indication contraire, les informations mentionnées dans cette section peuvent être confirmées par les bases de données cinématographiques  présentes dans la section « Liens externes ».

### Cinéma

#### Longs métrages
- 2018 : Le Doudou de Julien Hervé et Philippe Mechelen
- 2019 : Raoul Taburin de Pierre Godeau : Josyane à 20 ans
- 2020 : De Gaulle de Gabriel Le Bomin : Élisabeth de Miribel
- 2020 : Adieu les cons d'Albert Dupontel : Clara
- 2020 : Le Discours de Laurent Tirard : Isabelle
- 2022 : En corps de Cédric Klapisch : Aria
- 2023 : Sous le tapis de Camille Japy : Clara
- 2024 : Little Jaffna de Lawrence Valin : Chloé
- 2024 : Don't watch d'Abel Danan : Camille
- 2024 : La Pie voleuse de Robert Guédiguian : Jennifer
- 2025 : L'amour, c'est surcoté, de Mourad Winter

#### Court métrage
- 2019 : Relai de Suzanne Clément : Jeanne

### Télévision

#### Séries télévisées
- 2017 : Dix pour cent : Violaine
- 2019-2022 : Jeux d'influence de Jean-Xavier de Lestrade : Chloé Forrest
- 2020 : La Révolution : Élise de Montargis
- 2021 : Germinal : Cécile Grégoire

#### Téléfilm
- 2016 : La Loi de Simon de Didier Le Pêcheur : Flora

### Clip
- 2017 : Moïra Gynt de Tim Dup

## Théâtre
- 2015 : La Tragédie du vengeur de Middleton, de Jerzy Klesyk
- 2016 : La vie n'est pas une chose facile, de Eugen Jebeleanu
- 2017 : Et les colosses tomberont, de Jean-Louis Martinelli
- 2018 : N'avoir rien accompli et mourir exténué, de Frédéric Bélier-Garcia
- 2018 : Un dom Juan, de Benjamin Voisin
- 2019 : Les Jumeaux vénitiens, de Jean-Louis Benoît
- 2020 : Nos solitudes, de Delphine Hecquet
- 2022 : La Maladie de la famille M, Fausto Paravidino, de Théo Askolovitch au Théâtre de la Cité internationale
- 2022 : Le Pain dur, de Paul Claudel, mise en scène par Salomé Broussky
- 2023 : Zoé (et maintenant les vivants), de Théo Askolovitch, Théâtre Ouvert
- 2024 : Terrasses, de Denis Marleau sur un texte de Laurent Gaudé, Théâtre National de la Colline
- 2025 : Seule comme Maria, de Marilou Aussilloux et Théo Askolovitch, Théâtre de l'Athénée Louis-Jouvet